# Romeo's Daughter
Romeo's Daughter es una banda de rock de estilo  AOR liderada por Leigh Matty y en compañía de Craig Joiner, Anthony Mitman. 

## Historia

### Inicio y Ruptura (1988 - 1995)
La Gerente de la banda fue Olga Lange, la esposa de Robert John "Mutt" Lange. Mutt Lange, quedó impresionada por su canción-escritura y habilidades de acuerdo a producir su primer autotitulado debut en 1988 Por lo tanto, Romeo's Daughter fue a menudo visto como una de las mejores bandas de rock producida por Mutt Lange. 
El primer disco contenía los sencillos "Don't Break My Heart" I Cry Myself to Sleep at Night, un cover de Bonnie Tyler y Heaven in a Backseat, proveniente de la banda sonora de la película Pesadilla en Elm Street 5: The Dream Child (1989). . El álbum fue producido por Mutt Lange y John Parr. "Wild Child" (escrito por Mutt Lange) más tarde fue cantada por  Heart en el álbum Brigade, y "Heaven in The Backseat", que fue un cover de Eddie Money en su álbum de 1991, Right Here , que también fue producido por Mutt Lange. 
El segundo álbum, Delectable era un disco más maduro, aunque fue puesto en sello por Music for Nations etiqueta para que obtuvo menos de exposición en este disco solamente tuvieron un sencillo Atracted to The Animal. Mitman fue a trabajar con  FM y otras bandas en silencio mientras la banda se disolvió a mediados de 1990.

### Reunión Eventos y Giras (2008-2011)
El 25 de febrero del 2008, Romeo's Daughter con su primer álbum de estudio, el auto-titulado fue reeditado por Rock Candy Records en el CD con material extra "Don't Look Back" y una versión extendida de "Don't Break My Heart". Sin embargo esta edición remasterizada cuenta con un libreto de 16 páginas a todo color con obras de arte originales y nuevos. Sin embargo la banda se reagrupó para algunas giras funcionando en muestra. Estas re-apariciones para la banda fue un pequeño calentamiento dado ya para el concierto del 13 de octubre de 2009, y el evento principal de 2009 es Firefest VI en Nottingham Rock City el 24 de octubre de 2009.
En el 2009 la banda anunció que lanzará nuevo material a través de la ciudad de Riff Records en un "futuro cercano". La banda tocó algunas fechas durante el verano de 2010 y realizó el nuevo material. Su segundo álbum de la banda "Delectable", se relanzó en julio de 2011 que cuenta también con un material extra "Talk Dirty to Me" proveniente de su sencillo "Atracted to The Animal"

### Rapture  (2012-2014)
El 22 de octubre de 2011, Romeo's Daughter lanzó un EP en vivo de 3 canciones disponible a través de los sitios de descarga como iTunes. En marzo del 2012 la banda lanzó un nuevo álbum después de 19 años de ausencia musical sale a la publicación "Rapture", que coincidió con algunas fechas de sus giras su primer sencillo cuenta con "Bittersweet" el cual también obtiene un Videoclip y su segundo videoclip "Alive", al parecer este último trabajo de la banda no tuvo una mayor acogida para sus fanes.

### Álbum en vivo / Nuevo Disco Spin / Actualidad (2015-presente)
En 2014 sale al aire un álbum en vivo filmado y grabado para formatos de DVD y CD "Alive" grabado en la ciudad de Derby Inglaterra. En 2015 la banda lanzó otro álbum de studio "Spin" su nueva producción es gestionada por Juliet Sharman Matthews en Gestión JPSM que trabajó con ellos en Jive Records .

## Discografía
- 1988 - Romeo's Daughter
- 1993 - Delectable
- 2012 - Rapture
- 2015 - Spin

### Sencillos y videos
- 1988 Romeo's Daughter
- Don't Break My Heart.
- I Cry Myself to Sleep at Night.
- Heaven in The Backseat.

- 1993 Delectable
- Attracted to The Animal.

- 2012 Rapture
- Bittersweet.
- Alive

### EP
- 2011 - Live

### Álbumes en vivo
- 2014 - Alive

## Miembros
- Leigh Matty - voz principal
- Craig Joiner - guitarras y coros
- Anthony Mitman - teclados y coros

En el segundo disco se incorporaron:
- Ed Poole - bajo y coros
- Andy Wells - batería

En 2013, Jeff Knowler se hizo cargo de Anthony Mitman en los teclados.

## Contribuciones a Las Bandas Sonoras
- Pesadilla en Elm Street 5: The Dream Child (1989) - Heaven in The Backseat.  Soundtrack.